# Ёжкина, Александра Александровна
Александра Александровна Ёжкина (в замужестве — Попова, род. 10 (23) апреля 1908; Вологда, Вологодская губерния, Российская империя — 1974; неизвестно) — советская актриса театра и кино.

## Биография
Родилась 10 (23) апреля 1908 года в Вологде в семье отца, который в предреволюционное время служил приказчиком, а затем курьером в Вологодском эпидемиологическом бюро и матери, которая являлась домашней хозяйкой.
Училась в сельской школе, затем в 1-й женской вологодской гимназии. Окончив 8 классов, в 1923 году продолжила обучение в Вологодском педагогическом техникуме, которое так и не завершила. В 1925 году уехала в Ленинград, где поступила и стала учащейся театральной студии под руководством Ю. М. Юрьева (Ю. М. Юрьева) при Ленинградском академическом театре драмы (Александринский театр). В 1928 году получила диплом драматической артистки и была приняла в мастерскую этого же театра. В 1931 году была зачислена в основной состав труппы. Проработав там до 1936 года, перешла в Ленинградский ТЮЗ, в котором прослужила до ухода на пенсию в 1960-м году.
Ушла из жизни в 1974 году.

### Личная жизнь
- Была замужем за Константином Константиновичем Поповым, сотрудником НИИ радиовещательного приёма и акустики, взяв фамилию мужа. Родила дочь[1].

## Творчество

### Фильмография
- 1957 — Тамбу-Ламбу — хозяйка квартиры
- 1959 — Шинель — жена Петровича
- 1959—1961 — Поднятая целина — жена Лукича
- 1960 — Кроткая — тётушка
- 1960 — Балтийское небо — женщина на улице
- 1962 — Чёрная чайка — певица из бродячего цирка
- 1965 — Авария — рабочая на стройке
- 1965 — Друзья и годы — соседка Державина
- 1966 — В городе С. — старуха
- 1966 — Кто придумал колесо? — эпизод
- 1966 — Три толстяка — придворная дама
- 1967 — Возмездие — эпизод
- 1969 — Красная палатка — тётка в толпе провожающих
- 1971 — Красный дипломат. Страницы жизни Леонида Красина — староверка
- 1971 — Проверка на дорогах — эпизод
- 1973 — Дверь без замка — тёща Васи
- 1973 — Открытая книга — старушка

### Спектакли

#### Александринский театр
- «Маскарад», 1919 (Маска (2-я картина) (1927—1928 гг.))
- «Конец Криворыльска», 1926 (Комсомолка (массовые сцены))
- «Штиль», 1927 (Комсомолка)
- «Ревизор», 1927 (Гостья)
- «Соломенная шляпка», 1928 (Гостья невесты)
- «Рельсы гудят», 1928 (Массовые сцены)
- «Делец», 1928 (Массовые сцены)
- «Высоты», 1929 (Наташа)
- «Тартюф», 1929 (Хлыст (интермедия «Корабль»))
- «Тартюф», 1929 (Буква (интермедия «У фонаря»))
- «Тартюф», 1929 (Девица (интермедия «У фонаря»))
- «Причальная мачта», 1929 (Окка)
- «Бурелом», 1929 (Ксенька)
- «Ярость», 1930 (Андрейка)
- «1905 год» («Баррикады»), 1930 (Федя)
- «Нефть», 1930 (Комсомолка)
- «1905 год» («Баррикады»), 1930 (Массовые сцены)
- «Диктатура», 1930 (Массовые сцены (сельсовет))
- «Страх», 1931 (Наташа, дочь Цехового от первого брака)
- «Светите, звезды», 1931 (Котя)
- «Робеспьер», 1931 (Красные колпаки)
- «Дон Кихот», 1933 (Пастушонок, Паж)
- «Суд», 1933 (Дети)
- «За чем пойдёшь, то и найдёшь» («Женитьба Бальзаминова»), 1934 (Химка)
- «Западня», 1934 (Мама Купо)
- «Столпы общества», 1934 (Ольф, сын Берников)
- «Дуэль», 1934 (Катя)
- «Мольба о жизни», 1935 (Анриетта)
- «Глубокая провинция», 1936 (Старушка)

## Оценочные мнения
- Александра Ёжкина обладала неповторимой индивидуальностью, своеобразными внешними данными, позволявшими ей быть востребованной в ролях женщин из народа. Этим пользовались кинорежиссёры, предлагавшие актрисе небольшие роли и эпизоды, в которых она создавала яркие, выразительные характеры[1].